# Georg Mappes

Georg Mappes

Georg Friedrich Mappes (* 24. Juli 1900 in Karlsruhe; † 6. Mai 1984 in Bühl) war ein deutscher Politiker (NSDAP) und SA-Führer.

## Leben und Wirken
Nach dem Besuch der Realschule verdiente Mappes seinen Lebensunterhalt als Kaufmann. In diesem Beruf übernahm er zuletzt die Aufgabe des Filialleiters einer großen Maschinenfabrik. Ab März 1918 nahm Mappes mit dem Feldartillerie-Regiment 30 am Ersten Weltkrieg teil. 
Zum 1. Februar 1930 trat Mappes der NSDAP bei (Mitgliedsnummer 191.954). Außerdem wurde er Mitglied der Sturmabteilung (SA), dem militärischen Arm der NS-Bewegung. In den folgenden Jahren bis zur „Machtergreifung“ der Nationalsozialisten im Frühjahr 1933 übernahm Mappes in der SA vor allem Aufgaben als Staffelführer.
In der SA wurde er im Dezember 1934 als Chef der Verwaltung und zum kommissarischen Reichskassenverwalter der SA in den Stab der Obersten SA-Führung versetzt. Am 29. März 1936 kandidierte er erfolglos bei der Reichstagswahl.
Im April 1936 wurde er schließlich zum (ersten) Reichskassenverwalter der SA ernannt. Am 1. November 1937 wurde Mappes Chef des Hauptamtes Verwaltung der Obersten SA-Führung. Knapp drei Jahre später, im Oktober 1940, erreichte er mit der Beförderung zum SA-Obergruppenführer den nominellen Höhepunkt seiner SA-Karriere.
Im November 1940 wurde Mappes im Nachrückverfahren für den im Krieg gefallenen Abgeordneten Erich Boetel Mitglied des nationalsozialistischen Reichstages, dem er bis zum Ende der NS-Herrschaft im Frühjahr 1945 angehörte.
Nach dem Krieg lebte Mappes, der seit dem 30. Januar 1939 Inhaber des Goldenen Ehrenzeichens der NSDAP war, in Baden-Baden. Dort heiratete er am 20. Dezember 1949.